# Stredný tok Laborca
Stredný tok Laborca este o arie protejată (arie specială de conservare — SAC, sit de importanță comunitară — SCI) din Slovacia întinsă pe o suprafață de 227,24 ha, integral pe uscat.

## Localizare
Centrul sitului Stredný tok Laborca este situat la coordonatele 49°00′48″N 21°54′56″E / 49.013335°N 21.915587°E.

## Înființare
Situl Stredný tok Laborca a fost declarat sit de importanță comunitară în septembrie 2015 pentru a proteja 9 specii de animale. Situl a fost protejat și ca arie specială de conservare în octombrie 2017.

## Biodiversitate
Situată în ecoregiunea alpină, aria protejată conține 1 habitat natural: Păduri aluvionare cu Alnus glutinosa și Fraxinus excelsior (Alno-Padion, Alnion incanae, Salicion albae).
La baza desemnării sitului se află mai multe specii protejate:
- mamifere (2): castor (Castor fiber), vidră de râu (Lutra lutra)
- pești (7): Barbus meridionalis, zvârluga (Cobitis taenia), boarță (Rhodeus sericeus amarus), Romanogobio albipinnatus, porcușor de nisip (Romanogobio kesslerii), porcușor de vad (Romanogobio uranoscopus), dunăriță (Sabanejewia aurata)